# Aisha Hinds
Aisha Hinds (ur. 13 listopada 1975 na Brooklynie) – amerykańska aktorka filmowa, teatralna i telewizyjna.

## Kariera
Hinds karierę telewizyjną rozpoczęła w 2003 roku występem w serialu Nowojorscy gliniarze. W 2004 roku została obsadzona jako Annie Price w okresowej roli w The Shield: Świat glin. W późniejszym czasie wystąpiła w pomniejszych rolach w takich produkcjach jak Jordan w akcji, Orły z Bostonu, U nas w Filadelfii, Prawo i porządek: sekcja specjalna, Gwiezdne wrota, Dowody zbrodni czy Gotowe na wszystko. Zagrała regularne role w dwóch serialach produkcji ABC: Inwazja (2005–2006) oraz Detroit 1-8-7 (2010–2011). Do innych ról okresowych Hinds można również zaliczyć występy w Dollhouse, Siostra Hawthorne i Czysta krew. Pojawiła się w takich produkcjach filmowych jak Mr. Brooks, Madea Goes to Jail, Niepowstrzymany i W ciemność. Star Trek. W 2011 roku zagrała główną rolę w przedstawieniu teatralnym The Best of Enemies w George Street Playhouse.
W 2013 roku Hinds występowała w roli detektyw Rosalindy Sakelik w serialu Cult stacji CW. Po podjęciu decyzji o zakończeniu jego produkcji aktorka została obsadzona w regularnej roli w serialu CBS Pod kopułą stworzonym na podstawie książki Stephena Kinga o tym samym tytule. Po emisji pierwszego sezonu jej rola została ograniczona do okresowej. W 2014 roku wystąpiła w rolach drugoplanowych w filmach Zostań, jeśli kochasz i Beyond the Lights. W tym samym roku pojawiła się w powracającej roli głównego oficera śledczego Avy Wallace w Agenci NCIS: Los Angeles. W 2015 roku Hinds została obsadzona w pilocie produkcji Breed kanału TNT. Od 2018 roku gra Henriettę Wilson w serialu 9-1-1 stacji Fox.

## Filmografia

### Film
| Rok  | Tytuł                                | Rola                                      | Uwagi                                                                                                 |
| ---- | ------------------------------------ | ----------------------------------------- | --- |
| 2004 | Love Aquarium                        | Nina                                      | Film krótkometrażowy                                                                                  |
| 2005 | Atak na posterunek                   | Anna                                      | |
| 2005 | Neo Ned                              | Kupująca kobieta                          | |
| 2007 | Mr. Brooks                           | Nancy Hart                                | |
| 2009 | Madea Goes to Jail                   | Fran                                      | |
| 2009 | Lost Dream                           | Profesor Capello                          | |
| 2009 | Skazany na śmierć: Ostatnia ucieczka | Strażnik Cowler                           | |
| 2009 | Within                               | Doktor Kelly                              | |
| 2010 | Dla niej wszystko                    | Detektyw Collero                          | |
| 2010 | Niepowstrzymany                      | Przewodniczka dziecięcej wycieczki koleją | |
| 2011 | Pięć                                 | Bernice                                   | Film telewizyjny                                                                                      |
| 2013 | W ciemność. Star Trek                | Oficer nawigacyjny Darwin                 | |
| 2013 | And then...                          |                                           | Film krótkometrażowy                                                                                  |
| 2014 | Gun Hill                             | Arlene Carter                             | Film telewizyjny Nominacja – Czarna Szpula dla najlepszej aktorki drugoplanowej w filmie telewizyjnym |
| 2014 | Zostań, jeśli kochasz                | Pielęgniarka Ramirez                      | |
| 2014 | Beyond the Lights                    | J Stanley                                 | |

### Telewizja
| Rok       | Tytuł                                | Rola                              | Uwagi                                                                   |
| --------- | ------------------------------------ | --------------------------------- | ----------------------------------------------------------------------- |
| 2003      | Nowojorscy gliniarze                 | Carla Howell                      | Odcinki „Yo, Adrian” i „22 Skidoo”                                      |
| 2003      | Śladem Blue                          | Pani Marigold                     | Rola okresowa, 4 odcinki                                                |
| 2004      | Ostry dyżur                          | Administratorka                   | Odcinek „Abby Normal”                                                   |
| 2004      | The Shield: Świat glin               | Annie Price                       | Rola okresowa, 8 odcinków                                               |
| 2004      | Jordan w akcji                       | Asmina Chol                       | Odcinek „Out of Sight”                                                  |
| 2004      | Orły z Bostonu                       | Beah Toomy                        | Odcinek „Head Cases”                                                    |
| 2005      | Hate                                 | Paula                             | Pilot serialu                                                           |
| 2005      | Medium                               | Maxine Harris                     | Odcinek „Suspicions and Certainties”                                    |
| 2005      | CSI: Kryminalne zagadki Nowego Jorku | Brett Stokes                      | Odcinek „Recycling”                                                     |
| 2005      | Potyczki Amy                         | Lena Reynolds                     | Odcinek „The Paper War”                                                 |
| 2005–2006 | Inwazja                              | Mona Gomez                        | Rola regularna, 15 odcinków                                             |
| 2006      | U nas w Filadelfii                   | Opiekunka społeczna               | Odcinek „Dennis and Dee Go on Welfare”                                  |
| 2006      | Impas                                | Anne                              | Odcinek „Life Support”                                                  |
| 2006      | Zagubieni                            | Zakonnica                         | Odcinek „The Cost of Living”                                            |
| 2007      | Gwiezdne wrota                       | Thilana                           | Odcinek „Line in the Sand”                                              |
| 2007      | Lincoln Heights                      | Agent Murietta                    | Odcinek „Out with a Bang”                                               |
| 2007      | Kobiecy Klub Zbrodni                 | Melanie Topor                     | Odcinek „Maybe Baby”                                                    |
| 2007      | Dowody zbrodni                       | Lorraine Henderson w 2007 roku    | Odcinek „It Takes a Village”                                            |
| 2008      | Kości                                | Oficer Norma Randall              | Odcinek „The Bone That Blew”                                            |
| 2008      | Inseparable                          | Bitsi                             | Pilot serialu                                                           |
| 2009      | Prawo i porządek: sekcja specjalna   | Jackie Blaine                     | Odcinek „Transitions”                                                   |
| 2009      | Skazany na śmierć                    | Ochroniarz                        | Odcinki „Free” i „The Old Ball and Chain”                               |
| 2009      | Dollhouse                            | Loomis                            | Rola okresowa, 5 odcinków                                               |
| 2009      | Gotowe na wszystko                   | Pokojówka w motelu                | Odcinek „Everybody Ought to Have a Maid”                                |
| 2009–2010 | Siostra Hawthorne                    | Isabel Walsh                      | Rola okresowa, 8 odcinków                                               |
| 2008–2010 | Czysta krew                          | Panna Jeanette                    | Rola okresowa, 8 odcinków                                               |
| 2010      | Trawka                               | Latrice                           | Rola okresowa, 3 odcinki                                                |
| 2010–2011 | Detroit 1-8-7                        | Porucznik Maureen Mason           | Rola regularna, 18 odcinków                                             |
| 2011      | CSI: Kryminalne zagadki Miami        | Dr Rachel Porter                  | Odcinek „Crowned”                                                       |
| 2013      | Cult                                 | Detektyw Rosalind Sakelik         | Rola okresowa, 7 odcinków                                               |
| 2013–2015 | Pod kopułą                           | Carolyn Hill                      | Sezon 1 (rola regularna, 9 odcinków) Sezon 2 (rola okresowa, 3 odcinki) |
| 2014      | Killer Women                         | Agentka FBI Linda Clark           | Odcinek „Warrior”                                                       |
| 2014      | Agenci NCIS: Los Angeles             | Główny oficer śledczy Ava Wallace | 3 odcinki                                                               |
| 2018      | 9-1-1                                | Henrietta Wilson                  | Rola regularna                                                          |